# Shigao (köping i Kina, Sichuan)
Shigao (kinesiska: 视高镇, 视高) är en köping i Kina. Den ligger i provinsen Sichuan, i den sydvästra delen av landet, omkring 46 kilometer söder om provinshuvudstaden Chengdu. Antalet invånare är 26 359. Befolkningen består av 12 923 kvinnor och 13 436 män. Barn under 15 år utgör 12,0 %, vuxna 15-64 år 74 %, och äldre över 65 år 12,0 %.
Genomsnittlig årsnederbörd är 1 222 millimeter. Den regnigaste månaden är juli, med i genomsnitt 338 mm nederbörd, och den torraste är december, med 9 mm nederbörd.